# Jean-Roger Caussimon
Pour les articles homonymes, voir Caussimon.
Jean-Roger Caussimon est un auteur-compositeur-interprète et acteur français, né le 24 juillet 1918 dans le 14e arrondissement de Paris et mort le 20 octobre 1985 dans le 13e arrondissement de Paris. Rendu populaire avec des titres comme La Java de La Varenne, Nous deux ou Les Cœurs purs, il est notamment l'auteur de plusieurs chansons mises en musique et popularisées par son ami Léo Ferré telles Monsieur William, Comme à Ostende ou Le Temps du tango.

## Biographie

### Jeunesse (1918-1936)
Jean-Roger Caussimon naît à Paris, en juillet 1918 (c'est un « môme de la permission », son père étant engagé du côté de Verdun à ce moment-là). Son père, Jean Caussimon, médecin, et sa mère, Yvonne, s'installent à Bordeaux.
Il grandit et fait ses études à Bordeaux, au lycée Montaigne. Il découvre de grands poètes pendant son adolescence (Albert Samain, Edmond Rostand, Jean Richepin, puis au lycée François Villon, Clément Marot, Arthur Rimbaud, Paul Verlaine, La Fontaine, Dante, Heine, Jacques Audiberti), et c'est dès cette époque que la qualité de poète lui paraîtra à tout jamais inaccessible. Il prend des leçons de diction pendant quatre ans (1930-1934) auprès de Francis Grangier (ancien comédien de l'Odéon), afin de pouvoir dire ces poètes qu'il aime tant, sans son accent bordelais. Il obtient son baccalauréat, ainsi qu'un premier prix au conservatoire d'art dramatique. Sa mère, Yvonne, se suicide en 1936, à l'âge de 43 ans, ce qui le marquera à jamais.

### Les années d'apprentissage (1937-1942)
En 1937, il débute comme comédien professionnel et régisseur au petit théâtre Trianon à Bordeaux. Il joue une pièce par semaine. Le comédien Henri Bosc lui conseille de ne pas rester à Bordeaux, car il n'est de consécration qu'à Paris, et le présente aux professeurs du Conservatoire de Paris en 1938 : il est admis comme auditeur dans la classe de Louis Jouvet, qui lui témoigne un intérêt amusé et paternel.
Viennent le service militaire et la Seconde Guerre mondiale : Caussimon est incorporé à Saint-Cloud pour le service militaire en octobre 1938, puis est enrôlé en campagne dans les Ardennes en 1939 en tant que soldat. Il est fait prisonnier dans les Vosges en 1940, et part alors au Stalag IV-A en Silésie. Durant sa captivité, il écrit des poèmes, ainsi qu'une pièce en trois actes avec son ami Georges Fagot qui connaît un franc succès, Parodie de Faust. En 1942, il est rapatrié sanitaire et revient à Paris en décembre.

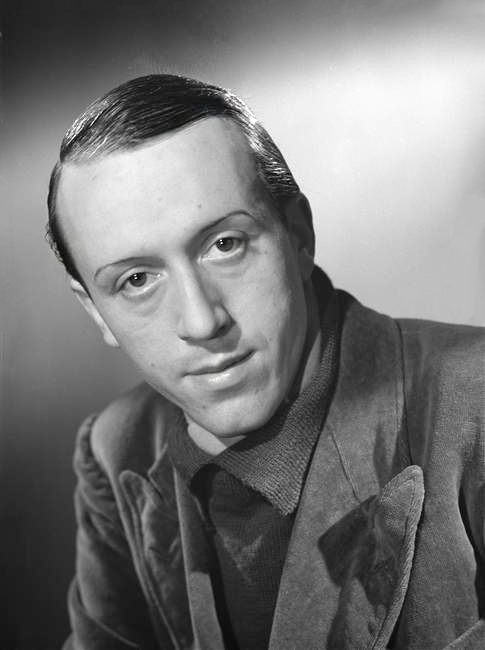
Le comédien en 1943 (Studio Harcourt).

### Une carrière prolifique (1942-1970)
Dès son retour en décembre 1942, il passe au cabaret du Lapin Agile (ainsi que dans plusieurs autres cabarets parisiens comme Les Trois Baudets) pour des récitals au cours desquels il récitera des poèmes et chantera beaucoup. Jean-Roger faisait régulièrement deux « tours » par soir au Lapin Agile. C'est là qu'il a connu et apprécié la chanson.
Parallèlement, en 1944, il est engagé par Charles Dullin au théâtre de l'Atelier et au théâtre de la Cité à Paris, et participe en outre aux premières émissions expérimentales de télévision. Jean-Roger Caussimon débute au cinéma en 1945 dans le film François Villon d'André Zwobada (aux côtés de Serge Reggiani, Michel Vitold et Jean Carmet). Dès lors, Caussimon mènera une vaste carrière d'acteur au théâtre (une centaine de pièces à Paris et en tournée), au cinéma, à la télévision, ainsi qu'à la radio (il enregistrera près de 250 émissions dramatiques, principalement pour France Culture et France Inter).
C'est au Lapin Agile que Jean-Roger Caussimon rencontre Léo Ferré en 1947, qui met aussitôt en musique le poème À la Seine, puis Monsieur William en 1950. Caussimon devient le parolier contemporain privilégié de Ferré et les deux hommes resteront amis toute leur vie.
En 1948, il entame une longue collaboration théâtrale avec Jean Mercure. La même année, il produit et présente avec François Billetdoux des émissions littéraires pour la Radiodiffusion française (Le Livre d'or du Lapin Agile). En 1949, Jean-Roger Caussimon se produit avec Léo Ferré Aux Trois Mailletz.

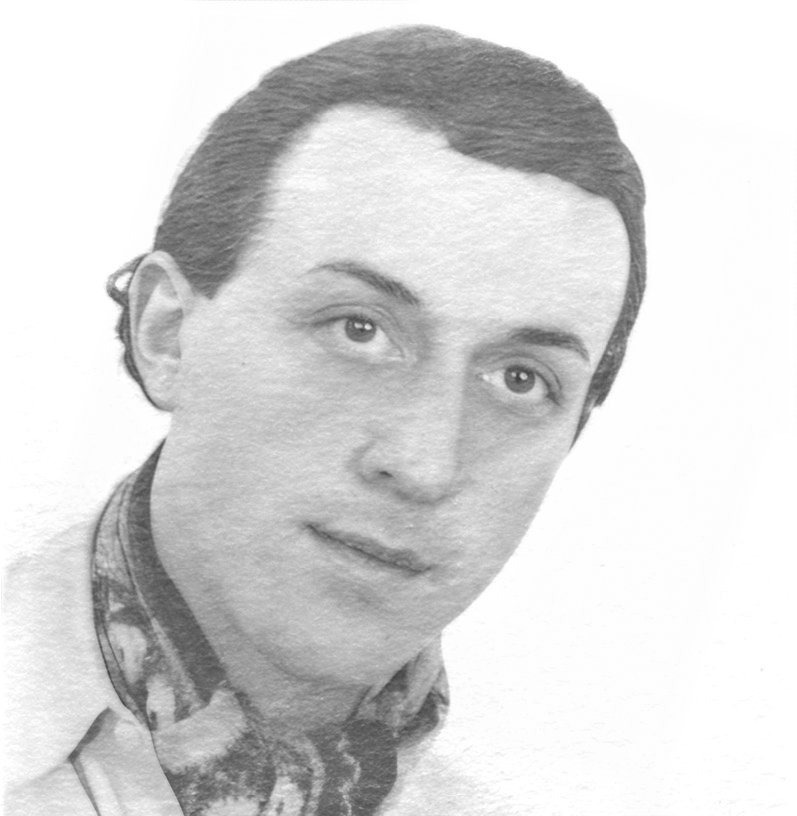
En 1949, il est inscrit à la Sacem (photo d'identité).

Entre 1950 et 1956, le théâtre et le cinéma sont ses activités dominantes. C'est toujours au Lapin Agile que Marcel Carné le repère et décide de lui confier le rôle du châtelain dans son film Juliette ou la Clé des songes (1951), avec Gérard Philipe.
Caussimon continue d'écrire pour Léo Ferré, et ses interprètes se multiplient : Catherine Sauvage, Maurice Chevalier, Les Frères Jacques, Philippe Clay, Serge Gainsbourg. Suivront plus tard Julien Clerc, Silvain Vanot, Arno, Bernard Lavilliers et Catherine Ringer.
Jean-Roger Caussimon hante le Lapin Agile pendant neuf ans, de 1943 à 1952, aux côtés de son ami François Billetdoux qui y dit des monologues.
Il rencontre Paulette Clément à Lyon en décembre 1953, qui devient sa femme en 1956. En 1957 naît son fils Raphaël, puis en 1960 sa fille Céline (qui est également comédienne et auteur-compositeur-interprète).
À partir de 1957, en plus du théâtre et du cinéma, vont désormais s'ajouter de nombreux rôles pour la télévision. En 1961, Caussimon part en tournée internationale pour le théâtre. et il enchaîne les rôles au théâtre, au cinéma, à la radio et à la télévision entre 1962 et 1966.
En 1967, Pierre Seghers lui consacre un volume dans la collection « Poètes d'aujourd'hui ». Ce recueil préfacé par Léo Ferré rassemble quarante-cinq de ses textes.

### Un chanteur reconnu (1970-1985)
En 1967, Pierre Barouh, alors jeune créateur du label indépendant Saravah et admirateur de l'œuvre de Jean-Roger Caussimon, apprend par José Artur que le comédien et parolier a chanté durant sa jeunesse au Lapin Agile. Sur les conseils de José Artur, Barouh rencontre Caussimon pour tenter de le convaincre d'enregistrer un disque de ses chansons chez Saravah. Caussimon se montre tout d'abord très réservé (« tu vas perdre de l'argent… », « je ne sais pas chanter… ») mais finit par accepter la proposition, par vaincre son appréhension et prendre goût au métier de chanteur.
Son premier album, enregistré en six jours et publié en 1970, obtient le Grand Prix de l'académie Charles-Cros et marque le début de sa collaboration avec le compositeur et arrangeur Éric Robrecht, sur une quinzaine d'années. Ensemble, ils créent une quarantaine de chansons parmi lesquelles Ma mère, Il fait soleil, Le Vieux Cheval, Mes amis, Les Milices, Enfants, vous n'avez plus de rose, Orly Bar, Le Gauchisme à la mode, Où irez-vous danser ?, Les Copains de mai, Les Cœurs purs, Batelier mon ami, Cueille la fleur, Ubu.
S'il arrive à Jean-Roger Caussimon de mettre ponctuellement en musique certains de ses propres textes, il s'en remet la plupart du temps à des compositeurs plus chevronnés que lui : Éric Robrecht ou Francis Livon et Roger Pouly, mais également Jacques Datin, Jacques Debronckart, Philippe-Gérard, Maurice Jarre, Francis Lai, Pierre Philippe, André Popp, Philippe Sarde, Jean-Marie Sénia, Claude Vence et Gaby Verlor.
La collaboration avec Léo Ferré est différente dans la mesure où Caussimon ne lui demande pas de composer pour lui, mais écrit au départ pour alimenter le répertoire de Ferré. Ce corpus, étalé entre 1946 et 1985, comporte une vingtaine de chansons :
- À la Seine
- Avant de te connaître
- Bleu... Blanc... Rouge[7]
- Comme à Ostende[8]
- Comment ça marche ?
- Les Drapeaux merveilleux
- Les Indifférentes
- J'entends passer le temps
- Les Loubards
- Metaphysic Song
- Mon camarade
- Mon Sébasto
- Monsieur William
- Ne chantez pas la mort
- Nous deux
- Nuits d'absence
- Les Spécialistes
- Le Temps du tango
- Les Vieux Chagrins

En 1971, Jean-Roger Caussimon enregistre son deuxième album. Jean-Christophe Averty lui consacre alors une émission télévisée entière et Caussimon donne son premier récital au théâtre du Vieux-Colombier pendant une semaine. C'est une vie nouvelle qui commence pour lui. Il chantera dès lors sur scène en tête d'affiche tous les ans, pendant les quinze dernières années de sa vie, sillonnant les routes de France avec sa femme Paulette dans leur caravane.
En 1972, il chante en récital à la Gaîté-Montparnasse. Cette même année, Léo Ferré enregistre la chanson Ne chantez pas la mort.
En 1973, Caussimon chante à Bobino, aux côtés de Nicole Croisille et des Frères ennemis. Jean-Christophe Averty réalise un second show télévisé sur lui. Caussimon part pour sa première tournée en province (Lille, Nantes, Saint-Étienne, Évreux, etc.). Il donne des récitals à la Villa d'Este pendant trois mois, (Jean-Louis Foulquier est au même programme), puis au théâtre Mouffetard avant de repartir en tournée (17 villes).
En 1974, il enregistre son troisième album. En mai de la même année, il chante à l'Olympia pour l'émission Musicorama d'Europe 1, ce qui donnera lieu à un album publié de manière posthume en 1992. Caussimon part en tournée en province (24 villes) et Jean-Christophe Averty réalise un troisième show télévisé, où Caussimon partage cette fois la vedette avec Philippe Clay.
En 1975, il enregistre son quatrième album. La SACEM lui décerne le prix André-Mauprey pour l'ensemble de son œuvre. La même année, il joue dans le film Le Juge et l'Assassin de Bertrand Tavernier, avec Michel Galabru et Philippe Noiret, et écrit trois chansons pour le film (La Commune est en lutte, Complainte de Bouvier l'éventreur et Sigismond le Strasbourgeois). Il commence à rédiger ses mémoires, qui s'intituleront La Double Vie.
En 1976, il écrit la chanson Le voyage est bien long, générique radiophonique pour l'Histoire d'un paysan sur une musique de Jean-Marie Sénia. Il part en tournée (22 villes) et fait du théâtre et de la radio.
En 1977, sort son cinquième album. Il écrit la chanson du générique du film Des enfants gâtés de Bertrand Tavernier, interprétée par Jean-Pierre Marielle et Jean Rochefort. Il part en tournée (44 villes, dont dix jours à Lyon) et passe 25 jours au théâtre de la Renaissance à Paris.
En 1978, Caussimon quitte Paris avec sa femme pour s'installer à la campagne dans les Yvelines, puis part en tournée (78 villes). À l'initiative de Jean Mercure, il chante dix jours en novembre au théâtre de la Ville à Paris. Une captation du spectacle est publiée en album la même année. Ce sera le seul album en public publié de son vivant.
En 1979, il part en tournée (26 villes) et sort son sixième et dernier album studio. Son père meurt en mai 1979 à Bordeaux, à l'âge de 84 ans. Il chante seize jours à la Gaîté-Montparnasse.
En 1980, il passe une semaine chez Léo Ferré en Italie pour travailler de nouveau ensemble à un projet d'album Ferré chante Caussimon. Puis il part à nouveau en tournée dans plus d'une trentaine de villes. Il chante durant douze jours au théâtre du Petit Champlain à Québec, où Félix Leclerc et Raymond Lévesque (son ami depuis les années 1950) viennent assister à son spectacle.
En 1981 sort le recueil de ses textes Mes chansons des quatre saisons. Il part en tournée (36 villes, dont 12 jours à Lyon). Il enregistre en juillet un 45 tours deux titres (Un soir de mai et Les Dom-Tom de l'Amérique). Il est hospitalisé en octobre 1981, puis repart en tournée (6 villes).
Caussimon est à nouveau hospitalisé en janvier 1982, mais repart en tournée (39 villes, dont 3 jours à Genève). Le 28 juin 1982, il rencontre Federico Fellini, qui prépare son film Et vogue le navire..., mais il refuse à regret le rôle principal, à cause des nombreux engagements de récitals déjà signés.
En 1983, il part en tournée (37 villes), chante 11 jours à Nanterre, donne des récitals en Suisse puis en Belgique et retourne chanter 15 jours au Petit-Champlain à Québec.
En 1984, il part à nouveau en tournée (25 villes), puis passe quelques jours chez Léo Ferré pour finaliser les neuf chansons inédites de leur disque Ferré-Caussimon, intitulé Les Loubards. Ferré enregistre cet album en mars 1985. Caussimon est fait officier des Arts et des Lettres par Jack Lang en avril. Il repart ensuite en tournée dans 10 villes, avant d'être à nouveau hospitalisé le 6 juin.
Jean-Roger Caussimon meurt en octobre 1985 à l'hôpital de la Pitié-Salpêtrière à Paris d'un cancer du poumon. La crémation de son corps au columbarium du Père-Lachaise permet de disperser ses cendres le 2 novembre, dans l'océan à la pointe des Poulains de Belle-Île-en-Mer.

## Théâtre
- 1946 : Winterset de Maxwell Anderson, mise en scène André Certes, théâtre des Carrefours
- 1947 : Le Voyage en calèche de Jean Giono, mise en scène Alice Cocea, théâtre du Vieux-Colombier
- 1948 : Maître après Dieu de Jan de Hartog, mise en scène Georges Douking, théâtre Verlaine
- 1949 : Les Gaités de l'escadron de Georges Courteline, mise en scène Jean-Pierre Grenier, théâtre de la Renaissance
- 1950 : Les Gueux au paradis de Gaston-Marie Martens, théâtre de la Porte-Saint-Martin
- 1951 : Maître après Dieu de Jan de Hartog, mise en scène Jean Mercure, théâtre de la Gaîté-Montparnasse
- 1952 : Sur la Terre comme au Ciel de Fritz Hochwälder, mise en scène Jean Mercure, théâtre de l'Athénée
- 1953 : Sur la Terre comme au Ciel de Fritz Hochwälder, mise en scène Jean Mercure, théâtre des Célestins
- 1954 : Un nommé Judas de Pierre Bost et Claude-André Puget, mise en scène Jean Mercure, Comédie-Caumartin
- 1955 : Le Mal d'amour de Marcel Achard, mise en scène François Périer, théâtre de la Michodière
- 1956 : L'Hôtel du libre échange de Georges Feydeau, mise en scène Jean-Pierre Grenier, théâtre Marigny
- 1957 : La Visite de la vieille dame de Friedrich Dürrenmatt, mise en scène Jean-Pierre Grenier, théâtre Marigny
- 1958 : La Tour d'ivoire de Robert Ardrey, mise en scène Jean Mercure, théâtre des Bouffes-Parisiens
- 1959 : Trésor-party de Bernard Régnier, d'après le roman Valeurs en coffre (Money in the Bank (en)) publié en 1946 par P. G. Wodehouse, mise en scène Christian-Gérard, théâtre La Bruyère
- 1960 : La Logeuse de Jacques Audiberti, mise en scène Pierre Valde, théâtre de l'Œuvre
- 1960 : Château en Suède de Françoise Sagan, mise en scène André Barsacq, théâtre de l'Atelier
- 1962 : Frank V, opéra d'une banque privée de Friedrich Dürrenmatt, mise en scène André Barsacq, théâtre de l'Atelier
- 1962 : Trencavel de Robert Collon, mise en scène Jean Mercure, théâtre Montparnasse
- 1963 : Le Complexe de Philémon de Jean Bernard-Luc, mise en scène Christian-Gérard, Comédie des Champs-Élysées
- 1963 : Le Paria de Graham Greene, mise en scène Jean Mercure, théâtre Saint-Georges
- 1966 : Laurette ou l'Amour voleur de Marcelle Maurette et Marc-Gilbert Sauvajon, mise en scène Pierre Fresnay, théâtre de la Michodière
- 1968 : Adieu Berthe de John Murray et Allen Boretz, mise en scène Jacques Charon, théâtre des Bouffes-Parisiens
- 1969 : La Contestation et la Mise en pièces de la plus illustre des tragédies françaises Le Cid de Pierre Corneille, mise en scène Roger Planchon, théâtre de la Cité de Villeurbanne
- 1972 : Mesure pour mesure de William Shakespeare, mise en scène Jaromir Knittl, Festival du Marais
- 1973 : Nom : Stuart, prénom : Marie de Jaromir Knittl, mise en scène de l'auteur, théâtre des Deux-Portes
- 1974 : Antigone de Jean Anouilh, mise en scène Gérard Dournel, Festival de Vaison-la-Romaine
- 1977 : Le Barbier de Séville de Beaumarchais, mise en scène Teddy Bilis, théâtre des Célestins

## Filmographie

### Cinéma
- 1945 : François Villon de André Zwobada: le grand écolier
- 1945 : Le Jugement dernier de René Chanas
- 1946 : Pétrus de Marc Allégret : Milou
- 1947 : La Fleur de l'âge de Marcel Carné (inachevé)
- 1947 : Le destin s'amuse de Emil-Edwin Reinert : Marcel
- 1947 : Capitaine Blomet de Andrée Feix : Clodomir
- 1948 : Le Mannequin assassiné de Pierre de Hérain : Jérôme
- 1948 : Clochemerle de Pierre Chenal : Samotras
- 1948 : L'assassin est à l'écoute de Raoul André : l'inspecteur
- 1949 : Bonheur en location de Jean Wall : Julien
- 1950 : Juliette ou la Clé des songes de Marcel Carné : le châtelain / M. Bellanger
- 1950 : L'Homme de la Jamaïque de Maurice de Canonge : le docteur Van Boeken
- 1951 : La Rose rouge de Marcel Pagliero : l'homme du bar
- 1951 : L'Auberge rouge de Claude Autant-Lara : Darwin
- 1952 : Milady et les Mousquetaires de Vittorio Cottafavi : le bourreau
- 1954 : La Reine Margot de Jean Dréville : le gouverneur de la prison
- 1955 : French Cancan de Jean Renoir : le baron Walter
- 1955 : Port du désir d'Edmond T. Gréville : M. Black
- 1956 : Villa sans souci de Maurice Labro : 'Jarewski
- 1956 : Fernand Cow-boy de Guy Lefranc : Castor Prudent
- 1957 : Bel Ami de Louis Daquin : Charles Forestier
- 1957 : Trois de la marine de Maurice de Canonge : Éric Bergen
- 1957 : Et par ici la sortie de Willy Rozier : Picatellos
- 1957 : Ce joli monde de Carlo Rim : Joseph
- 1958 : Un homme se penche sur son passé de Willy Rozier : Stopwell
- 1958 : Le Train de 8h47 de Jack Pinoteau (inachevé)
- 1958 : Le Sicilien de Pierre Chevalier
- 1958 : Quand sonnera midi de Edmond T. Gréville : Don Gaspar
- 1958 : Le Gorille vous salue bien de Bernard Borderie : Léon
- 1958 : Les Jeux dangereux de Pierre Chenal : Bourdieux
- 1958 : Maxime de Henri Verneuil
- 1959 : Le Petit Prof de Carlo Rim : le proviseur
- 1960 : Le Saint mène la danse de Jacques Nahum
- 1961 : La Fayette (film) de Jean Dréville : Maurepas
- 1961 : Le Retour du docteur Mabuse de Harald Reinl : Küster
- 1962 : A fleur de peau de Claude Bernard-Aubert : M. Brémont
- 1964 : Hardi ! Pardaillan de Bernard Borderie : Ruggieri
- 1964 : L'Amour à la chaîne de Claude de Givray: le prêtre
- 1965 : Thomas l'imposteur de Georges Franju : l'évêque
- 1965 : Dis-moi qui tuer de Étienne Périer : Kopf
- 1965 : Deux heures à tuer de Yvan Govar : Gabriel Damerville
- 1965 : Les Baratineurs de Francis Rigaud : l'héraldiste
- 1965 : Le Trésor des Aztèques ou Les Mercenaires du Rio Grande de Robert Siodmak : Marshall Bazaine
- 1965 : La Pyramide du dieu Soleil de Robert Siodmak : Marshall Bazaine
- 1965 : Pleins feux sur Stanislas de Jean-Charles Dudrumet : le faux conservateur en chef
- 1967 : La Fantastique Histoire vraie d'Eddie Chapman de Terence Young : général de l'Armée de l'air
- 1967 : Fantomas contre Scotland Yard de André Hunebelle : Lord MacRashley / Fantômas avec parfois les traits dudit Lord
- 1971 : Les Assassins de l'ordre de Marcel Carné : le commissaire Lagache
- 1972 : Tout le monde il est beau, tout le monde il est gentil de Jean Yanne : le père Derugleux
- 1972 : Le Trèfle à cinq feuilles de Edmond Freess: Vampirus
- 1973 : Moi y'en a vouloir des sous de Jean Yanne : l'évêque
- 1974 : Que la fête commence... de Bertrand Tavernier : le cardinal
- 1976 : Le Juge et l'Assassin de Bertrand Tavernier : le chanteur des rues
- 1976 : Deux Imbéciles heureux de Edmond Freess : Albert Breux
- 1978 : Au hasard de la nuit, court métrage de Jean-Luc Darmon (voix)
- 1979 : Le Gendarme et les Extra-terrestres de Jean Girault : l'évêque
- 1981 : Signé Furax de Marc Simenon : le jardinier
- 1982 : Les Misérables de Robert Hossein : le Conventionnel
- 1982 : La Baraka de Jean Valère : le clochard
- 1986 : La Rose de Paracelse, court métrage de Thierry Bourcy

### Télévision
- 1957 : Énigmes de l'Histoire, épisode Un nommé Charles Naundorff de Stellio Lorenzi : Karl-Wilhelm Naundorff
- 1957 : En votre âme et conscience, épisode : L'Affaire Allard de Jean-Paul Carrère
- 1959 : Marie Stuart de Stellio Lorenzi : Burleigh
- 1960 : La caméra explore le temps, épisode Qui a tué Henri IV ? : De Harlay
- 1960 : Le Lien de Guy Lessertisseur : le baron Sprengel
- 1960 : Les Joueurs de Marcel Bluwal
- 1961 : Le Trésor des treize maisons
- 1961 : La Petite Dorrit : Jérémy
- 1961 : Le Rouge et le Noir de Pierre Cardinal : M. de Rênal
- 1962 : La Caméra explore le temps, épisode Crime sous Louis-Philippe : le docteur Simon
- 1962 : Vincent Scotto : Fragson
- 1964 : La Chambre : M. Dardébat
- 1965 : La caméra explore le temps, épisode L'affaire Ledru : Hébert
- 1965 : Drame à un personnage : le président
- 1965 : Les Jeunes Années, épisode 20 de Joseph Drimal : Mr Flaminien
- 1968 : Ambroise Paré : maître Turpin
- 1968 : Les Dossiers de l'agence O, épisode L'Homme tout nu de Marc Simenon
- 1969 : Le Chandelier : maître André
- 1970 : Tout spliques étaient les Borogoves de Daniel Le Comte : le docteur Rennert
- 1970 : Au théâtre ce soir : Adieu Berthe d'Allen Boretz et John Murray, mise en scène Jacques Charon, réalisation Pierre Sabbagh, théâtre Marigny : Choubert
- 1972 : Mandrin : le ministre d'Argenson
- 1972 : Comme il vous plaira : le duc Frédéric
- 1973 : Le Bleu d'outre-tombe : le directeur
- 1973 : Le Jeune Fabre : Chadoun
- 1973 : Magie rouge : le mendiant
- 1973 : L'Alphomega
- 1973 : Monsieur Émilien est mort : Émilien de Maldozenne
- 1974 : Au théâtre ce soir : Les Voyageurs égarés de Guillaume Hanoteau, mise en scène Michel Roux, réalisation Georges Folgoas, théâtre Marigny
- 1974 : De Béthune au Chat noir : Marcel Legay / lui-même
- 1975 : Le Péril bleu : le professeur Le Tellier
- 1976 : Le Château des Carpathes : le berger Frik
- 1976 : Les Roses de Manara : le pèlerin
- 1980 : Le Séquestre : le recteur
- 1980 : Les Cinq Dernières Minutes, épisode Du côté du bois de Boulogne de Claude Loursais
- 1981 : Ce monde est merveilleux : Fournier-Marcenat
- 1982 : Les Longuelune : l'accordeur
- 1984 : Le Château

## Discographie

### Albums studio
1980: Intégrale 1970-1980 chez Saravah. (2 volumes)
Album posthume
- 1994 : La Double Vie (enregistrements inédits de Caussimon et de ses interprètes, 1946-1981)

### Albumslive
- 1978 : Au théâtre de la Ville (en public)

Albums posthumes
- 1992 : En public à l'Olympia 74
- 2003 : Jean-Roger Caussimon au cabaret du Lapin Agile (inédits en public, 1946-1949)

## Vidéographie
2008 : Chansons en images (2 DVD)

#### Publications
- À la Seine : Caussimon-Ferré, frères du hasard, Cahiers d'études Léo-Ferré no 10, éditions du Petit Véhicule, Nantes, 2007
- Chorus, les cahiers de la chanson no 9, automne 1994 : dossier de 22 pages consacré à Caussimon
- Paroles et Musique, avril 1982 : numéro consacré à Caussimon
- Audio-blog de Claude Frigara https://audioblog.arteradio.com/blog/169308/podcast/171312/jean-roger-caussimon-par-paulette-caussimon